# Taigi
Taigi är ett begrepp inom den japanska budoarten ki-aikido. Ordet översätts ordagrant med kroppskonst.
Taigi används som träningsmetod, oftast som en serie med 6 olika aikido-tekniker. Taigi används även vid tävlingar, som mest kan jämföras med konståkning i det avseendet att det är samspelet och utförandet som är avgörande, inte tid eller vinst över motståndare.